# Arosa (Cavez)
Arosa é lugar pertencente à freguesia portuguesa de Cavez.

## Tragédia de Cavez
A 27 de dezembro de 1981, uma derrocada de lama destruiu o café do lugar de Arosa, matando 15 habitantes e ferindo 14.